# Dunkelrestaurant
Dunkelrestaurants sind Restaurants, in denen Gäste in absoluter Dunkelheit speisen. Sie gehören zum Bereich der Erlebnisgastronomie. Einige Betreiber zielen darauf ab, ihren sehenden Gästen das „Wahrnehmungsspektrum blinder Menschen und somit deren Situation in der Gesellschaft“ näherzubringen; andere verstehen sich als interaktive Bühne und möchten es den Gästen ermöglichen, Wahrnehmung und Kommunikation einmal sehr intensiv über alle weiteren Sinne zu erfahren. Das erste Restaurant wurde 1999 in Zürich eröffnet; seither sind zahlreiche weitere entstanden.

## Konzept
Vor dem Eintritt werden die Teilnehmer ersucht, mögliche Lichtquellen, wie Uhren mit Leuchtziffern und Mobiltelefone zu verstauen oder auszuschalten. Den dunklen Speiseraum erreicht man über eine Schleuse, andere Gäste werden dann nicht durch einfallendes Licht gestört. Zu den Tischen geführt und bedient wird man entweder von sehbehinderten Mitarbeitern oder von solchen, die mit einem Nachtsichtgerät sehen können.
Tast- und Gehörsinn sind in Dunkelrestaurants besonders gefordert. Durch Geschmacks- und Geruchssinn wird der Gast versuchen, die Speisen zu identifizieren. Die ungewohnte Atmosphäre wird zumeist als unterhaltsam empfunden. Auch wird teilweise festgestellt, dass im Dunklen das Essen und die Gespräche bewusster erlebt werden.
Die Angebote der Dunkelrestaurants sind sehr unterschiedlich, manche von ihnen bieten lediglich zwei Hauptgerichte zur Auswahl, in der Regel eine Fleischspeise und ein vegetarisch zubereitetes Mahl. Jeder Gast erhält eine genau vorgegebene Zahl an Gängen serviert, was eher den Charakter einer Veranstaltung als den eines Restaurantbetriebes vermittelt. In anderen kann aus vielen Geschmacksrichtungen gewählt werden und jeder Gast bestimmt für sich die Zahl der zu servierenden Gänge. Nach dem Essen kann man sich über die genaue Menüfolge und die Zubereitung der Speisen informieren.
Das Konzept der Dunkelrestaurants gibt sicherlich nur einen sehr eingeschränkten Eindruck vom tatsächlichen Erleben blinder und sehbehinderter Menschen. Ein wesentlicher Unterschied besteht zum Beispiel darin, dass sich sehende Gäste in Dunkelrestaurants unbeobachtet fühlen und es in der Regel auch sind. Demgegenüber kann das Verhalten blinder Menschen von ihrer Umgebung ständig beobachtet werden. Auch werden weder die sehenden Gäste noch die sehende Bedienung für die realen Bedürfnisse blinder und sehbehinderter Restaurantbesucher – etwa beim Bestellvorgang, beim Servieren oder dem Bezahlen – sensibilisiert.

## Entstehung der Idee
Axel Rudolph aus Köln baute ursprünglich akustische Trennwände in hellhörige Räume. Er beschäftigte sich in seiner Promotion mit dem Einfluss von Alltagsgeräuschen auf das Kundenverhalten. Auf Einladung der Stiftung Blindenanstalt in Frankfurt am Main entwarf er ein Kulturangebot für blinde Menschen und ihre sehenden Angehörigen. Sie wollten und sollten unter gleichen Voraussetzungen gemeinsam Kultur erleben. Aus Axel Rudolphs Konzeption eines abgedunkelten, szenisch gestalteten und über eine Klangkulisse „dekorierten“ Begegnungsraumes entwickelte sich 1988/1989 aus seiner Zusammenarbeit mit Andreas Heinecke die Veranstaltungsreihe „Dialog im Dunkeln“, in welcher von Beginn an auch das gemeinsame Besuchen und Erleben eines gastronomischen Betriebes im Dunkeln (Café, Bar, Restaurant) fester Bestandteil des Konzeptes war. Mithin sollte über ein gemeinsames Konsumieren von Getränken und Speisen ein entspanntes Verweilen und eine aufmerksame Konversation unter den Gästen entstehen.

## Geschichte der Dunkelrestaurants
Angeregt durch die Ausstellung „Dialog im Dunkeln“ (Februar – April 1998 im Museum für Gestaltung Zürich) entstand ein Projekt des blinden Pfarrers Jürg Spielmann und des sehbehinderten Psychologen Stefan Zappa für die Schweizerische Landesausstellung Expo.02. Mit „blindekuh“ nahm im September 1999 schließlich das erste Dunkelrestaurant seinen Dauerbetrieb in Zürich auf.
2001 wurde das erste deutsche Lokal in Köln eingerichtet, das mittlerweile auch Restaurants in Berlin und Hamburg betreibt, 2002 folgte das erste österreichische Dunkelrestaurant in Innsbruck.
Mittlerweile gibt es weltweit zahlreiche Dunkelrestaurants in den unterschiedlichsten Konzeptionen. Im Jahre 2011 wurde der Begriff „Dunkelrestaurant“ in den Duden aufgenommen.